# Candida Royalle
Candida Royalle (Nueva York, 15 de octubre de 1950 - Mattituck, Nueva York, 7 de septiembre de 2015) fue una actriz pornográfica, productora y directora estadounidense de películas para adultos dedicadas a la pareja orientada a la pornografía. Fue miembro de la XRCO y de los Salones de la Fama de AVN.
Formada inicialmente en la música, la danza y de arte en Nueva York, con estudios en la Escuela Superior de Arte y Diseño, la Escuela Parsons de Diseño y de la Universidad de Nueva York que finalmente entró en una carrera como actriz porno, actuando en 25 películas.
En 1984, fundó su productora: Femme Productions, con el objetivo de que el erotismo sea basado en el deseo femenino. Sus producciones se dirigen más a las mujeres y las parejas que a la audiencia estándar pornográficas de hombres, y han sido elogiados por los consejeros y terapeutas para representar la actividad sexual sana y realista. Su compañía ha sido muy exitosa, produciendo una serie de productos conocidos que tienen un toque más artístico, que carecen de algunos aspectos de la pornografía común, como un enfoque en la eyaculación masculina.
Ella describe su acercamiento a la realización de películas en una entrevista en el libro XXX Wendy McElroy 1995:. Derecho de la Mujer a la pornografía Royalle ha declarado que ella trata de evitar la "previsibilidad misóginas", y la representación del sexo en "... como grotesco y gráficos [una forma] como sea posible. " También critica el egocentrismo masculino de la película típica pornográfica, en el que las escenas finales, cuando el actor varón eyacula. Las películas de Candida Royalle no son "meta orientada" hacia un "corridas" final, sino que sus películas muestran la actividad sexual dentro del contexto más amplio de la vida emocional y social de las mujeres.
En 1989, se firmó el Manifiesto del Porno Posmodernista.
Royalle fue también miembro de la Asociación Americana de Educadores Sexuales, Consejeros y Terapeutas y miembro fundador de la junta miembro de Feministas por la Libertad de Expresión. Recientemente hizo su misión de empoderamiento de la mujer sexual multicultural por el productor ejecutivo de la película independiente Afrodite Superstar, dirigida por el afroamericano Venus Hotentote director, una película de avance nominada a siete premios AVN en 2007. Royalle se le atribuye también la dirección de las escenas de sexo explícito, uno de los cuales cuenta con sus juguetes sexuales.

## Fallecimiento
Falleció el 7 de septiembre de 2015 a los 64 años debido a un cáncer de ovario.